# Corimelaena cognata
Corimelaena cognata är en insektsart som först beskrevs av Van Duzee 1907.  Corimelaena cognata ingår i släktet Corimelaena och familjen glansskinnbaggar. Inga underarter finns listade i Catalogue of Life.